# La Raíz
La Raíz est un groupe espagnol de rock fusion, originaire de Gandia, dans le Pays valencien.

## Histoire
Ils enregistrent un premier album en 2003 avec le titre Sumere, et en 2005, ils participent à la finale du concours Emergenza.
Le 17 septembre 2014, le nouveau label du groupe, Propaganda Pel Fet!, est annoncé, et le groupe prépare un nouvel album pour 2015. En novembre 2015, son cinquième album, Entre poetas y presos, est annoncé pour mars 2016, avec une vidéo sur YouTube. Le groupe se sépare en 2018.
En 2024, le groupe annonce son retour sur scène.

## Discographie
- 2005 : Sumere
- 2007 : El aire muerto
- 2009 : Guerra al silencio
- 2011 : El lado de los rebeldes
- 2013 : Así en el cielo como en la selva
- 2013 : Entre poetas y presos
- 2018 : Nos volveremos a ver